# Stele Traversa

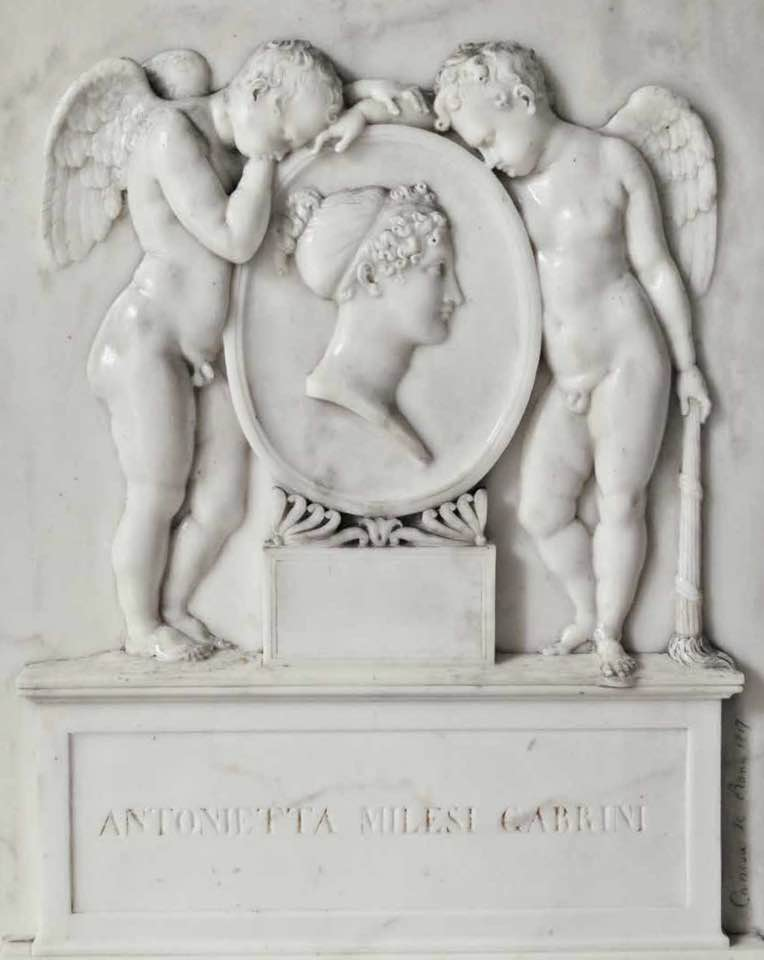
Stele Traversa

La Stele Traversa è un cenotafio, opera di Antonio Canova, commissionato da Francesca Milesi Traversi (da qui il nome dell'opera) per la sorella Antonietta Milesi Gabrini, morta nel settembre 1814 a 32 anni. La commissione arrivò tramite il paesaggista olandese Hendrik Voogd, all'epoca intimo amico della pittrice Bianca Milesi. L'opera prese spunto dall'abbozzo in gesso che Canova aveva preparato come Stele alle due madri, cenotafio a ricordo della madre Angela Zardo e della governante Luigia Giuli Vaccolini. La Stele Traversa venne posta a Vanzago presso la villa di campagna della famiglia Milesi, quindi alla morte di Francesca Milesi (1857) venne ereditata dalla nipote Bianca Gabrini, figlia della defunta effigiata nel monumento. Alla morte di Bianca Gabrini (1886) l'opera venne trasportata nella tomba di famiglia di Carlo Dall'Acqua, presso il Cimitero monumentale di Milano.